# جيمس هاوس
جيمس هاوس (بالإنجليزية: James House)‏ هو مغن مؤلف أمريكي، ولد في 22 مارس 1955 في ساكرامنتو في الولايات المتحدة.

## روابط خارجية
- جيمس هاوس على موقع IMDb (الإنجليزية)
- جيمس هاوس على موقع ميوزك برينز (الإنجليزية)
- جيمس هاوس على موقع أول ميوزيك (الإنجليزية)
- جيمس هاوس على موقع ديسكوغز (الإنجليزية)